# Товерешія
Товерешія (рум. Tovărășia) — село у повіті Яломіца в Румунії. Входить до складу комуни Мілошешть.
Село розташоване на відстані 92 км на північний схід від Бухареста, 28 км на північний захід від Слобозії, 134 км на північний захід від Констанци, 98 км на південний захід від Галаца.

## Населення
За даними перепису населення 2002 року у селі проживали 508 осіб, усі — румуни. Усі жителі села рідною мовою назвали румунську.